# Conopeum osburni
Conopeum osburni är en mossdjursart som beskrevs av Soule, Soule och Chaney 1995. Conopeum osburni ingår i släktet Conopeum och familjen Membraniporidae. Inga underarter finns listade i Catalogue of Life.